# Elezioni parlamentari in Albania del 1970
Le elezioni parlamentari nella Repubblica Popolare Socialista d'Albania del 1970 si tennero il 20 settembre. Il Fronte Democratico ottenne tutti i 264 seggi col 100% dei voti. L'affluenza alle urne fu del 100%.

## Risultati
| Liste              | Voti      | %   | Seggi |
| ------------------ | --------- | --- | ----- |
| Fronte Democratico | 1.097.122 | 100 | 264   |
| Nulle              | 1         | 0   | -     |
| Totale             | 1.097.123 | 100 | 264   |